# Jason John Nassau
Jason John Nassau   (Esmirna, 29 de març de 1893 - Cleveland, 11 de maig de 1965) va ser un astrònom i matemàtic nord-americà, nascut a l'actual Turquia.

## Vida i Obra
Nascut a la comunitat grega d'Esmirna quan aquesta població pertanyia a l'Imperi Otomà, va emigrar de nen amb la família als Estats Units. Va estudiar a les universitats de Colúmbia i de Syracuse. Va interrompre els seus estudis per participar amb les forces americanes a la Primera Guerra Mundial. En retornar, va obtenir el doctorat a Syracuse el 1920.
Després de dos anys donant classes de matemàtiques a la universitat de Syracuse, el 1921 va començar una col·laboració estable amb el Case Institute of Technology (actualment Universitat Case Western Reserve) de Cleveland que va durar fins a la seva jubilació el 1959. Simultàniament, va dirigir el observatori Warner and Swasey de la mateixa ciutat a partir de 1924. Durant el seu mandat, l'observatori es va convertir en un centre de recerca mundialment reconegut.
Entre les aportacions més importants de Nassau es troben el mètode de mesura de la dispersió espectral de les gegants vermelles llunyanes, la identificació dels clusters de galaxies de la Ossa Major i l'estudi de l'estructura de les galàxies i dels braços espirals de la Via Làctia.